# Spermezeu
Spermezeu (en hongrois : Ispánmező) est une commune du județ de Bistrița-Năsăud en Transylvanie (Roumanie).